# Coenobita brevimanus
Coenobita brevimanus là một loài giáp xác đất có nguồn gốc từ bờ biển phía đông của châu Phi và phía tây nam Thái Bình Dương. Cá thể trưởng thành của loài này có thể lớn hơn một vài loài khác trong chi Coenobita, khối lượng cơ thể lên đến 230 g.